# فیتونیا
فیتونیا (نام علمی: Fittonia) گیاه زینتی از خانواده پاخرسیان است که با نام‌های «پوست‌ماری»، «برگ نعنایی» و «گیاه موزاییکی» نیز شناخته می‌شود.
این گیاه جزو گیاهان برگ زینتی و دارای ساقه‌های کرک‌دار رونده و برگ‌هایی بدون کنگره و کرک به رنگ سبز، قرمز، نارنجی و صورتی با رگبرگ‌های سفید می‌باشد.

## ازدیاد
برای ازدیاد باید از ساقه‌های جوان و انتهایی که ۶–۸ برگ داشته باشد استفاده کرد.

## پرورش و نگهداری
این گیاه در مکان‌هایی گرم به دور از نور مستقیم و رطوبت نسبی بالای ۹۰ درصد به سادگی قابل نگهداری است. قرار گرفتن در هوای سرد و عدم وجود رطوبت نسبی کافی باعث پژمردگی می‌شود.
نور:
گلدان را باید در مکانی نگهداری کرد که تا حدودی سایه باشد، تابش نور مستقیم آفتاب به خصوص از پشت شیشه به برگهای گیاه صدمه می‌زند و باعث نازک شدن برگ یا چروکیدگی آن و در نهایت ریزش برگ می‌شود، بهترین مکان در آپارتمان پنجره‌های رو به شمال است.
دما:
در تمام طول سال نیاز به گرما دارد. دمای ۱۵تا ۳۰ را تحمل می‌کند، ولی ایده آل ترین دما برای نگهداری ۱۸ تا ۲۴ است، در دمای کمتر از ۱۵ درجه روند رشد گل کند میشود. در دمای بالاتر از ۲۶ درجه نیاز به غبار پاشی برگ چند بار در روز دارد.
آبیاری:
فیتونیا به خشکی خاک حساس است. در صورت خشکی برگ‌های آن چروکیده و نازک می‌شود در صورت استمرار برگ‌ها شروع به ریزش می‌کند، بنابراین سطح خاک باید مرطوب باشد (مرطوب نه خیس). برای آبیاری مجدد اجازه دهید سطح خاک گلدان بین دو آبیاری خشک شود. از آب بدون املاح برای آبیاری و غبار پاشی برگ استفاده کنید.
رطوبت:
نیاز به رطوبت بالای محیط دارد. در صورت خشکی محیط حاشیه برگها چروکیده می‌شود. روزهای گرم سال به شکل روزانه و فصول سرد تقریباً هفته‌ای دو بار برگ‌ها را مه پاشی کنید. ساخت جزیره به تامین رطوبت گیاه کمک می‌کند.
خاک:
فیتونیا به خاک سبک با زهکش بالا نیاز دارد. یک قسمت پیت ماس یک قسمت پرلیت بستر مناسبی برای فیتونیا است.
کوددهی:
فیتونیا برای رشد بهتر نیاز به کود دهی و تغذیه مصنوعی دارد، در فصل رشد، هر دو هفته یک‌بار به روش آبیاری، کود دهی انجام شود. می‌توان از کودهای پودری جامد که حاوی سه عنصر اصلی نیتروژن،  پتاسیم و فسفر هستند و به نام کود سه بیست نیز شناخته می‌شوند، هر دو هفته یک بار در فصل بهار و تابستان، برای تقویت و رشد بهتر گیاه، استفاده نمود.

## مشکلات خاص

### در زمستان گیاه یکباره می‌میرد
هوای سرد و بودن رطوبت بیش از حد برای گلدان خطرناک است. این گیاه در زمستان به گرما نیاز دارد و خاک گلدان باید کمی مرطوب باشد.

### رشد گیاه کم است
این گیاه خزنده است و توقف رشد آن هم طبیعی است. در بهار باید گیاه را هرس کرد.

### برگها چروکیده اند
هوا فوق‌العاده خشک است. محیط اطراف گیاه را باید مرطوب نگه داشت.

### برگها زرد و پژمرده‌اند
آب اضافی به گیاه داده شده‌است.

## آفات
شپشک آرد آلود، شته، مگس سفید گلخانه.

## نگارخانه

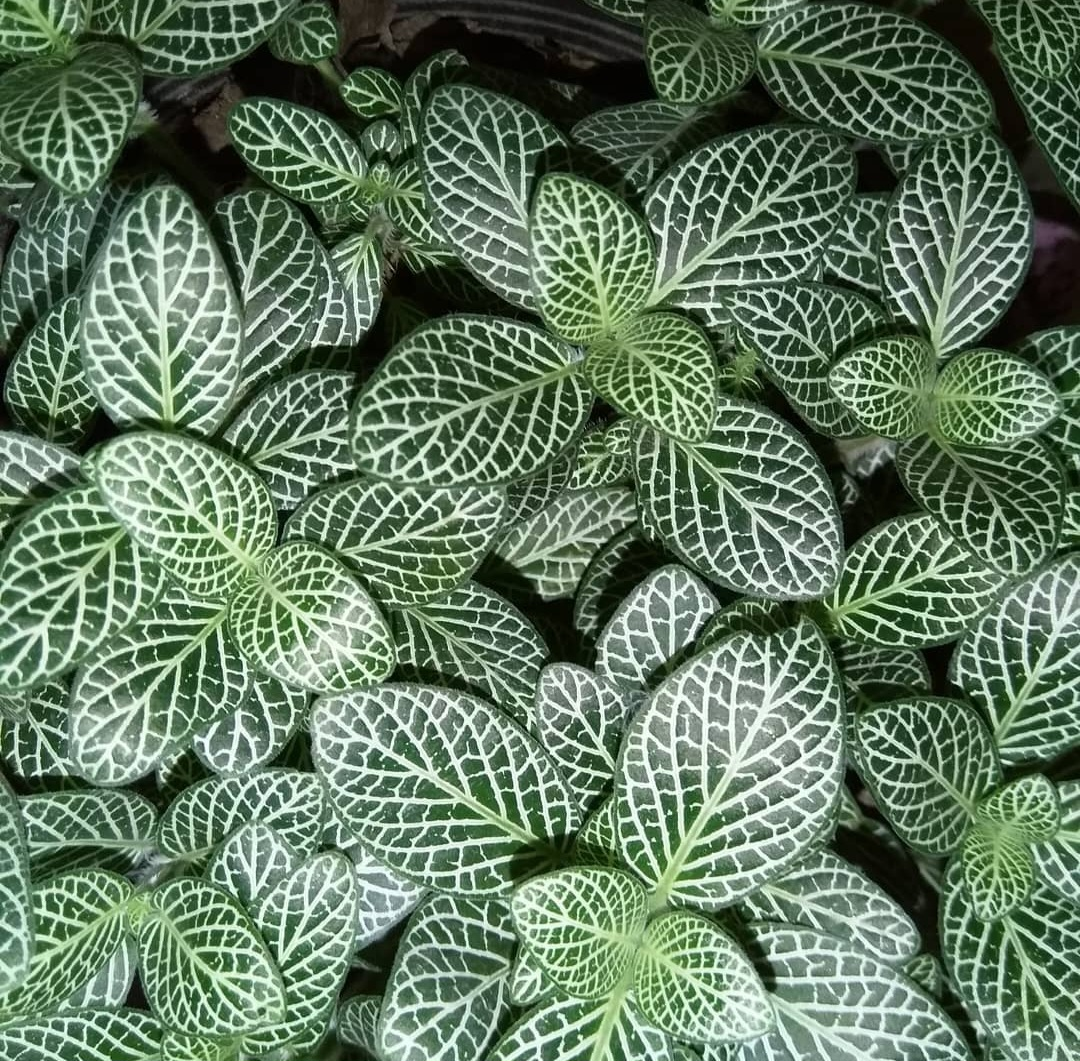
گیاه فیتونیا

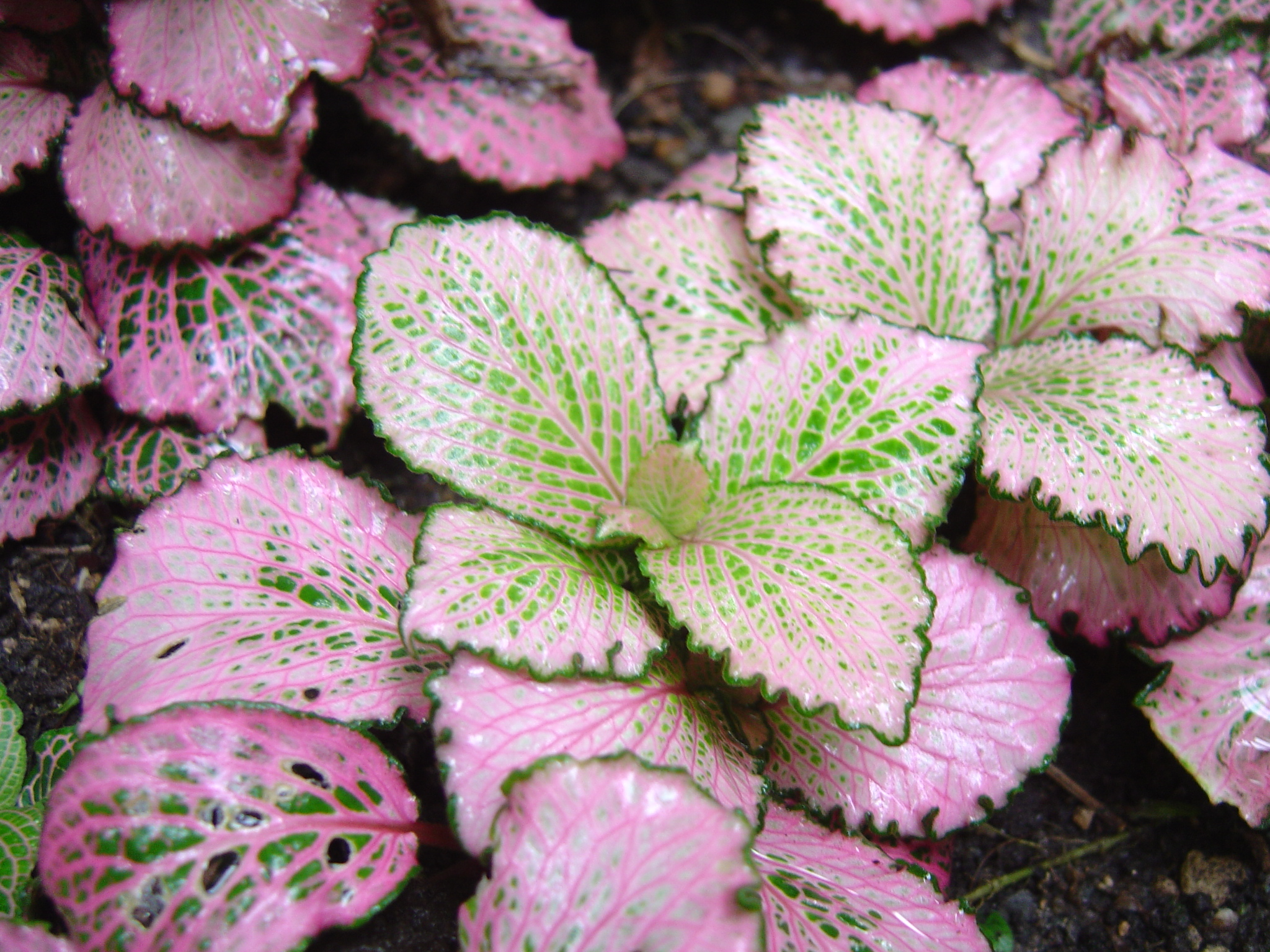
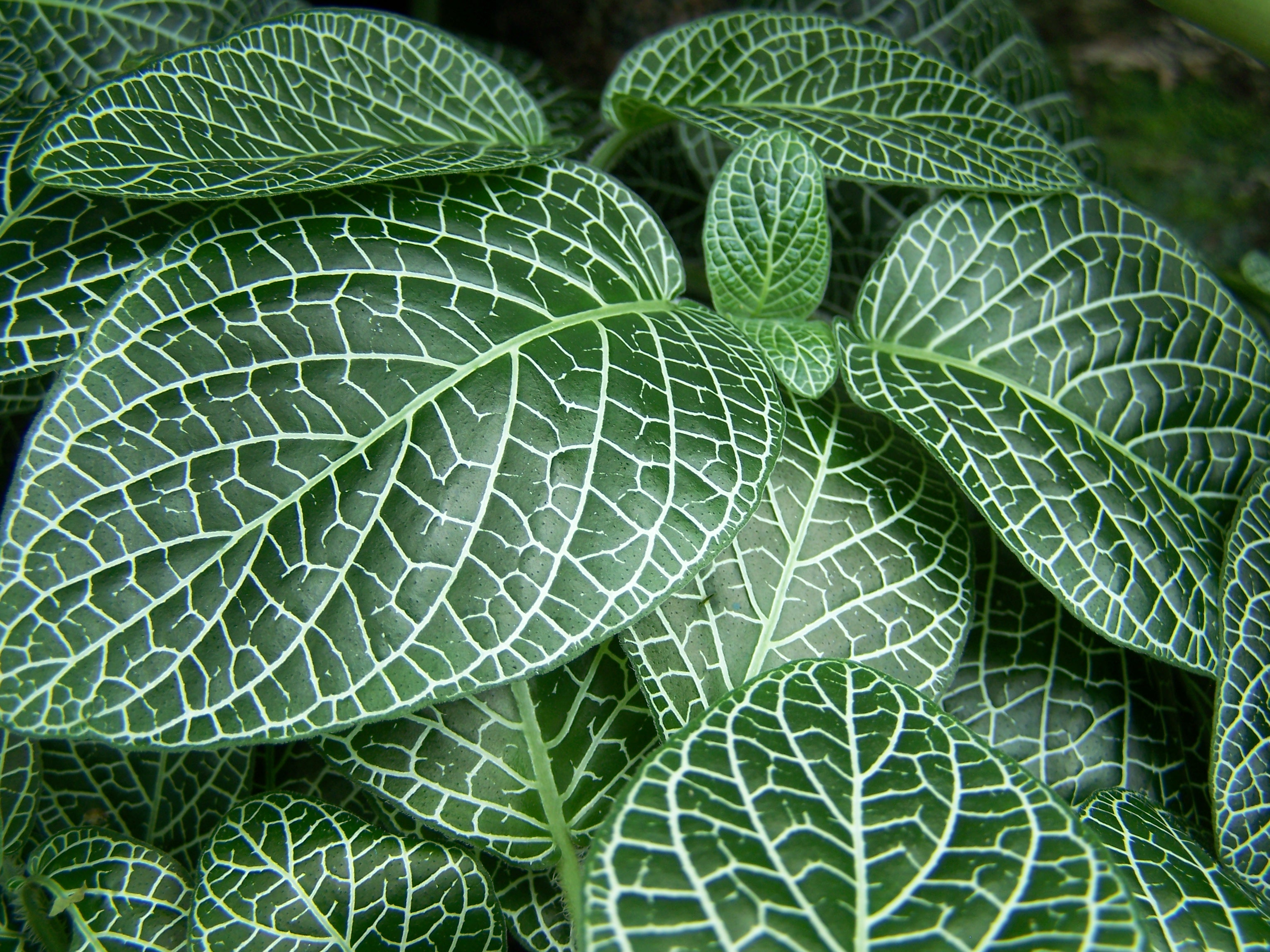
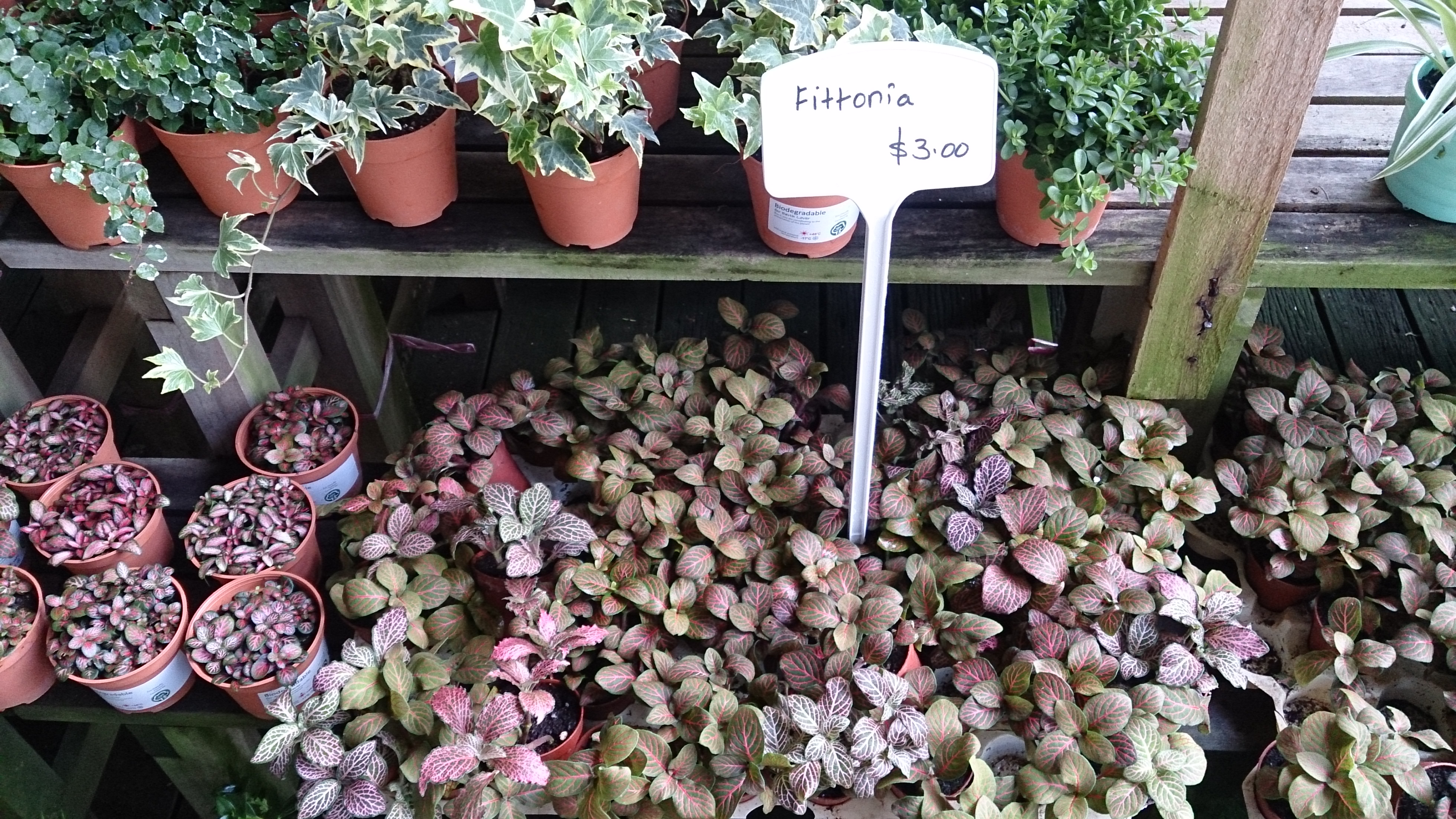
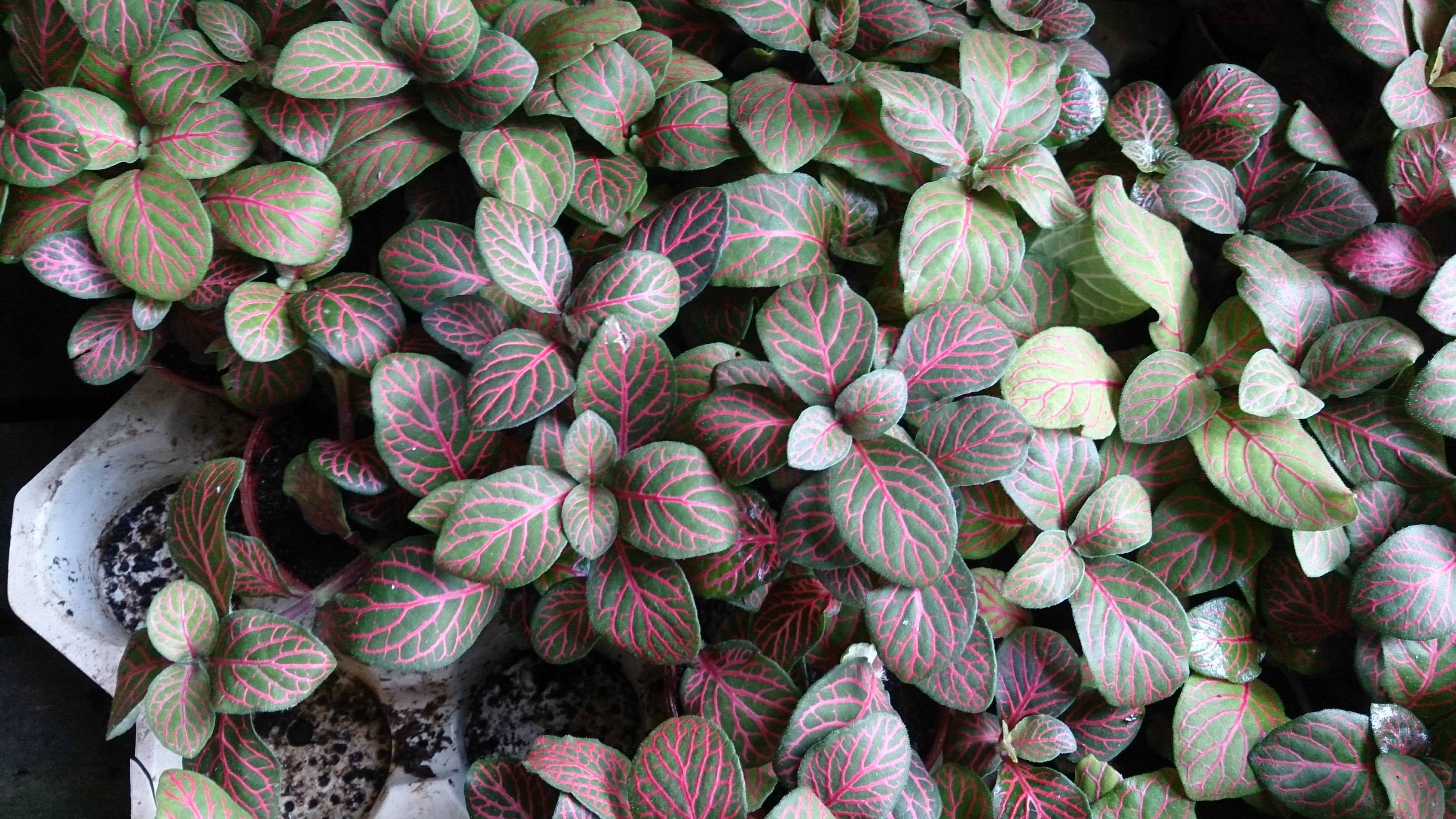

[[File